# Garrulax palliatus
Garrulax palliatus là một loài chim trong họ Leiothrichidae.
Loài chim này được tìm thấy ở Brunei, Indonesia, và Malaysia.
Môi trường sống tự nhiên của chúng là rừng ẩm vùng đất thấp nhiệt đới hoặc cận nhiệt đới và rừng núi ẩm nhiệt đới hoặc cận nhiệt đới.